# The Fabulous Fats Navarro
Albums de Fats Navarro
Fats Navarro Memorial
(1947) Bird and Fats - Live at Birdland
(1950)
The Fabulous Fats Navarro sont deux albums de jazz du trompettiste Fats Navarro réalisés en étroite collaboration avec le compositeur et pianiste Tadd Dameron. Ils contiennent les morceaux de plusieurs sessions d'enregistrement réalisées entre 1947 et 1949 pour le label Blue Note. Les disques au format 12 pouces (BLP 1531 et 1532) paraissent vers 1956, sous le nom The Fabulous Fats Navarro, Vol. 1 et Vol. 2. Ils sont maintenant disponibles sous une forme complète intitulée The Complete Fats Navarro on Blue Note and Capitol.

## Titres de l'album

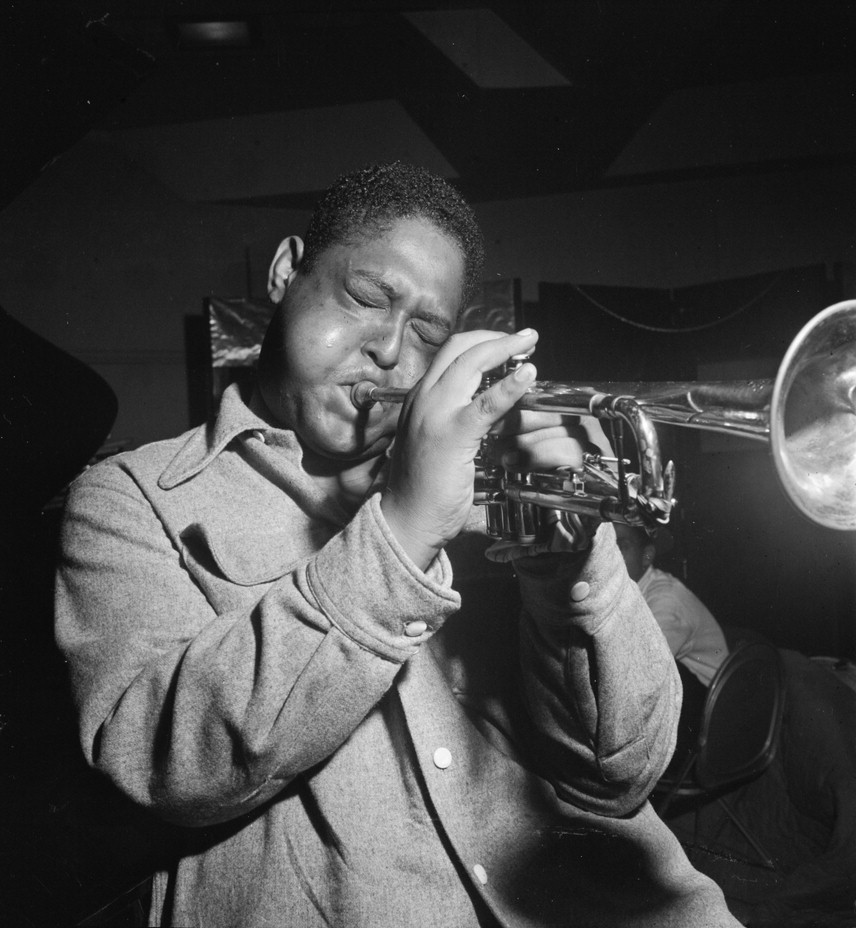
Fats Navarro (photographie de William P. Gottlieb).

Fats Navarro interprète à l'origine les morceaux sur deux sessions d'enregistrement, certains avec le pianiste, compositeur et arrangeur Tadd Dameron comme The Chase (septembre 1947), Lady Bird (septembre 1948) mais aussi le titre Talk Double enregistré en sextet avec le trompettiste Howard McGhee en octobre 1948. Les enregistrements de l'album en quintet ont été faits en août 1949 avec le band du nom de Bud Powell & His Modernists avec notamment le jeune saxophoniste Sonny Rollins. De plus, l'édition finale propose également des enregistrements de Tadd Dameron avec Miles Davis et Jay Jay Johnson. Une particularité est la participation de Fats Navarro dans le septet de Benny Goodman avec le saxophoniste Wardell Gray sur le morceau Stealin´ Apples le 9 septembre 1948.
La première session d'enregistrement Blue Note de Navarro avec Dameron se déroule le 26 septembre 1947 et ils enregistrent à cette occasion quatre compositions du pianiste : The Chase, The Squirrel, Our Delight et Dameronia. Les saxophonistes Charlie Rouse et Ernie Henry font entre autres partie de la session. L'année suivante, Navarro rejoint Benny Goodman sur le titre Stealin´ Apples, une brève rencontre avec le swing du clarinettiste. Peu de temps après, le 13 septembre 1948 il retourne enregistrer en studio avec le sextet de Dameron pour interpréter quelques-unes de ses compositions originales, comme Jahbero, Lady Bird et Symphonette. Au sein du band de Tadd Dameron figure les musiciens bebop Wardell Gray, Allen Eager, Curley Russell et Kenny Clarke. Le 11 octobre suivant, les deux trompettistes Fats Navarro et Howard McGhee ainsi qu'Ernie Henry, Curly Russell, Kenny Clarke et Milt Jackson, qui joue du piano et du vibraphone, se rejoignent pour interpréter trois morceaux The Skunk, Double Talk et Boperation, une composition de Navarro. Le 9 aout 1949, Navarro est membre du quintet de Bud Powell, Bud Powell & His Modernists, incluant aussi le jeune saxophoniste ténor Sonny Rollins, le bassiste Tommy Potter et le batteur Roy Haynes et ils interprètent trois compositions de Powell intitulés Wail, Dance of the Infidels et Bouncing with Bud et une de Thelonious Monk, 52nd Street Theme.
| Vol.1 | Titre                          | Compositeur            | Vol.2 | Titre                              | Compositeur            |
| ----- | ------------------------------ | ---------------------- | ----- | ---------------------------------- | ---------------------- |
| 1.    | Our Delight (prise alt.)       | Tadd Dameron           | 1.    | Lady Bird (prise alt.)             | Tadd Dameron           |
| 2.    | Our Delight                    | Tadd Dameron           | 2.    | Lady Bird                          | Tadd Dameron           |
| 3.    | The Squirrel (prise alt.)      | Tadd Dameron           | 3.    | Jahbero (prise alt.)               | Tadd Dameron           |
| 4.    | The Squirrel                   | Tadd Dameron           | 4.    | Jahbero                            | Tadd Dameron           |
| 5.    | The Chase (prise alt.)         | Tadd Dameron           | 5.    | Symphonette (prise alt.)           | Tadd Dameron           |
| 6.    | The Chase                      | Tadd Dameron           | 6.    | Symphonette                        | Tadd Dameron           |
| 7.    | Wail (prise alt.)              | Bud Powell             | 7.    | Double Talk (prise alt.)           | H. McGhee, F. Navarro  |
| 8.    | Bouncing with Bud (prise alt.) | Gil Fuller, Bud Powell | 8.    | Bouncing with Bud (prise alt.)     | Gil Fuller, Bud Powell |
| 9.    | Double Talk                    | H. McGhee, F. Navarro  | 9.    | Dance of the Infidels (prise alt.) | Bud Powell             |
| 10.   | Dameronia (prise alt.)         | Tadd Dameron           | 10.   | Skunk (prise alt.)                 | H. McGhee, F. Navarro  |
| 11.   | Dameronia                      | Tadd Dameron           | 11.   | Boperation                         | Fats Navarro           |

## Enregistrements
L'album Vol.1, référencé BLP 1531, comprend trois sessions d'enregistrement effectuées entre 1947 et 1949. La première a lieu aux WOR Studios à New York le 26 septembre 1947 avec The Tadd Dameron Sextet où quatre morceaux sont enregistrés avec leurs secondes prises (titres 1-6, 10-11). La deuxième session se déroule avec  The McGhee-Navarro Boptet aux Apex Studios (New York) le 11 octobre 1948 et permet d'enregistrer le morceau Double Talk (titre 9). Enfin la dernière session a lieu le 9 aout 1949 aux WOR Studios avec le Bud Powell Quintet permet d'intégrer les deux derniers morceaux sur l'album (titres 7 et 8),.
L'enregistrement du Vol.2, référencé BLP 1532, est réalisé en trois sessions; une le 13 septembre 1948 et les deux autres étant celles du Vol.1 (11 octobre 1948 et 9 aout 1949). La première se déroule aux Apex Studios avec The Tadd Dameron Septet qui interprète trois morceaux de l'album avec les prises supplémentaires (titres 1-6). Les morceaux Skunk et Double talk (titres 7, 10) sont joués lors de la deuxième session et Boperation lors de la dernière session,,.
| Musicien      | Instrument        | Titre Vol.1 | Titre Vol.2 |  | Équipe technique |                     |
| ------------- | ----------------- | ----------- | ----------- |  | ---------------- | ------------------- |
| Fats Navarro  | trompette         | 1—11        | 1—11        |  | Alfred Lion      | Producteur          |
| Howard McGhee | trompette         | 9           | 7, 10-11    |  | Rudy Van Gelder  | Ingénieur           |
| Tadd Dameron  | piano             | 1-6, 10-11  | 1-6         |  | Francis Wolff    | Photographie        |
| Bud Powell    | piano             | 7-8         | 8-9         |  | Leonard Feather  | Liner notes         |
| Milt Jackson  | piano, vibraphone |             | 7, 10-11    |  | Reid Miles       | Conception pochette |
| Charlie Rouse | saxophone ténor   | 1-6, 10-11  |             |  |                  |                     |
| Sonny Rollins | saxophone ténor   | 7-8         | 8-9         |  |                  |                     |
| Allen Eager   | saxophone ténor   |             | 1-6         |  |                  |                     |
| Wardell Gray  | saxophone ténor   |             | 1-6         |  |                  |                     |
| Ernie Henry   | saxophone alto    | 1-6         | 7, 10-11    |  |                  |                     |
| Nelson Boyd   | basse             | 1-6, 10-11  |             |  |                  |                     |
| Tommy Potter  | basse             | 7-8         | 8-9         |  |                  |                     |
| Curly Russell | basse             |             | 1-7, 10-11  |  |                  |                     |
| Chano Pozo    | bongos            |             | 3-4         |  |                  |                     |
| Kenny Clarke  | batterie          | 9           | 1-7, 10-11  |  |                  |                     |
| Roy Haynes    | batterie          | 7-8         | 8-9         |  |                  |                     |
| Shadow Wilson | batterie          | 1-6, 10-11  |             |  |                  |                     |